# Viriatos
 I Viriatos erano i volontari internazionali portoghesi che combatterono dalla parte del Bando nacional franchista durante la guerra civile spagnola.
Sono stati nominati così in onore del condottiero dei lusitani Viriato.

## Storia
Il governo portoghese di Salazar aveva interrotto le relazioni diplomatiche con il governo repubblicano di Madrid già nell'ottobre del 1936 e decise di inviare una missione di osservazione militare (M.M.P.O.E.E.) nel campo franchista. Tutte le armi, i corpi e i servizi delle forze armate erano rappresentati nella missione, ad eccezione della Marina.
Dopo che venne scartata l'ipotesi di un intervento diretto ed ufficiale da parte del governo per ragioni politiche, fu deciso di aprire le frontiere ai volontari.
Degli 8 000 uomini che costituivano un primo contingente militare, 869 già servivano nella Legione spagnola e furono raggruppati con gli altri volontari.
Inoltre, a costituire i Viriatos c'erano tre gruppi aeronautici portoghesi.
Secondo i dati forniti dallo storico britannico Antony Beevor, furono complessivamente 12 000 i portoghesi che parteciparono alla guerra civile spagnola tra le file dei Viriatos.